# Arborescència elèctrica

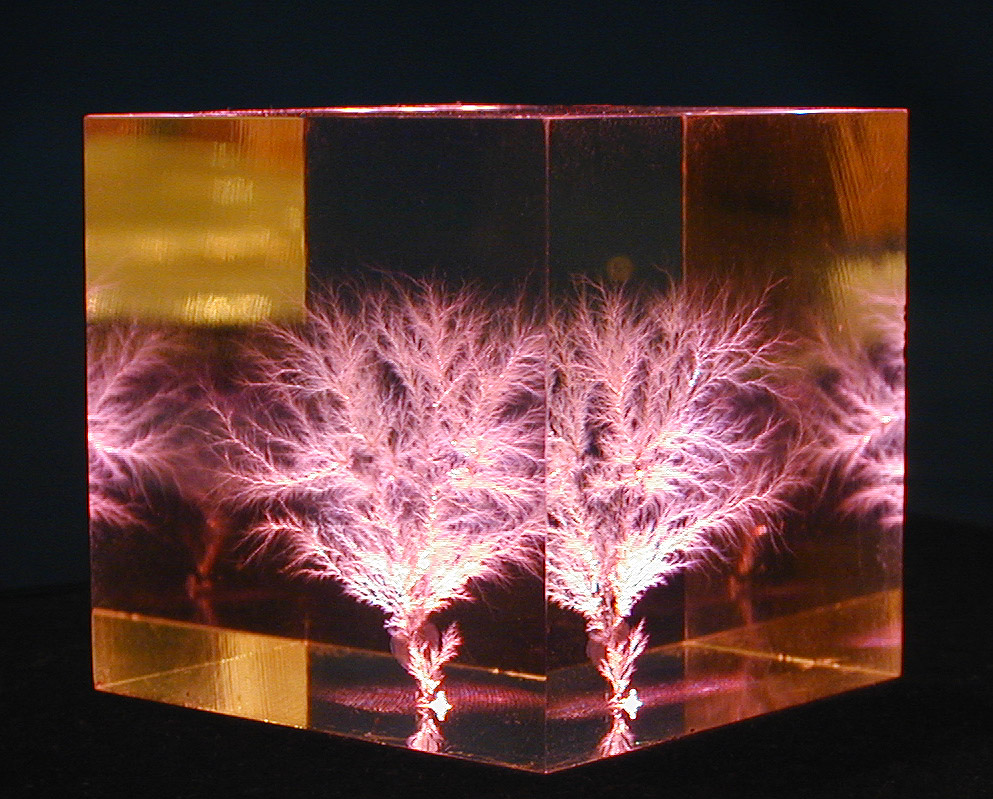
Una arborescència elèctrica tridimensional, "arbre elèctric" o figura de Lichtenberg generada a l'interior d'una galleda d'acrílic (polimetacrilat, PMMA) de 38 mm d'aresta.

En enginyeria elèctrica, l'arborescència elèctrica és un fenomen elèctric previ a la ruptura dielèctrica d'un material aïllant. A vegades, àdhuc en català, sol emprar-se com a sinònim el terme anglès "electrical treeing". És un procés destructiu progressiu i irreversible a causa de descàrregues parcials, que avança dins o en la superfície d'un dielèctric quan l'hi sotmet a un perllongat estrès elèctric d'alta tensió. El nom «arborescència» es deu al fet que segueix un patró semblant a les ramificacions d'un arbre.

## El fenomen i les seves causes
L'arborescència elèctrica s'inicia i es propaga gradualment quan un material dielèctric sòlid se sotmet a l'estrès d'un camp elèctric elevat i divergent durant un temps perllongat. Les característiques de l'arborescència dependran de la tensió elèctrica empleada, del material dielèctric, i àdhuc de variacions en la morfologia produïdes per proporcions de barreja diferents o variacions de temperatura.
També pot produir-se dins dels materials semiconductors dopats quan estan polaritzats en sentit de no conducció, la qual cosa empitjorarà dràsticament la seva tensió de bec invers. S'observa que les arborescències elèctriques s'inicien en punts de l'aïllant on impureses, bombolles gasoses, discontinuïtats físiques, defectes mecànics o partícules conductores creen petites regions amb un alt esforç o estrès elèctric sobre el material dielèctric. Això pugues ionitzar un gas que es trobi dins d'una discontinuïtat de la massa del dielèctric, i produir petites descàrregues elèctriques entre les parets de la discontinuïtat. Una impuresa o defecte pot inclusivament produir una fractura parcial del propi dielèctric. La llum ultraviolada i l'ozó produïts per aquestes descàrregues parcials reaccionaran amb el material dielèctric veí i ho descompondran, i degradaran la seva capacitat com a aïllant. Els dielèctrics degradats freqüentment alliberen gasos i creen així noves discontinuïtats físiques i fractures. Aquests defectes eventualment empobriran la capacitat aïllant del material, empitjoraran l'estrès elèctric i acceleraran el procés de descàrregues parcials i el de degradació.
Amb el temps es formarà dins del dielèctric una figura ramificada tridimensional semblant a un arbre, parcialment conductora de l'electricitat. Aquesta arborescència pot a vegades créixer fins al punt de causar la falla completa del material aïllant. Aquest sol ser un mecanisme usual de falla a llarg termini en els cables subterranis d'alta tensió aïllats amb polímers. De vegades aquesta falla s'inicia per la penetració d'humitat en el material aïllant, la qual cosa produirà un fenomen anomenat arborescència aquosa, a. higroscòpica o arbre d'aigua, que després se seguirà d'una arborescència elèctrica que es veurà sobreposada a la imatge de l'arborescència aquosa.
D'una manera similar, poden aparèixer arborescències elèctriques bidimensionals sobre la superfície d'aïllants sotmesos a un gran estrès elèctric, o la superfície del qual es va contaminar amb pols, sals minerals o humitat. El camí elèctric superficial, de vegades cridat encara en espanyol pels seus noms en anglès "Tracking" o "dry banding", és un típic mecanisme de falla en els aïlladors elèctrics aeris de potència sotmesos a contaminació amb boira salina, com en la proximitat de la costa marítima.
A vegades, aquests dibuixos que segueixen patrons ramificats bi i tridimensionals són anomenats figures de Lichtenberg. Aquest nom s'empra, sobretot, quan les arborescències es produeixen intencionalment amb propòsits artístics.

## Utilitat tècnica

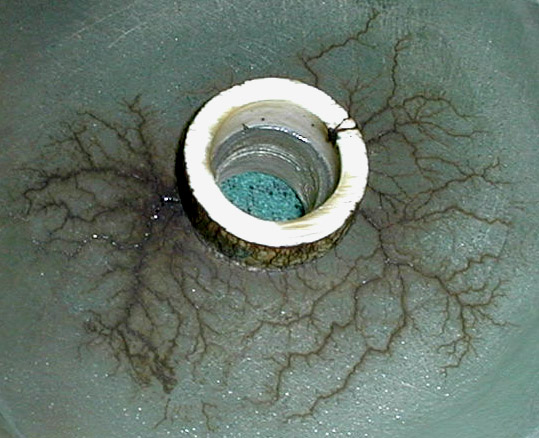
arborescències elèctriques bidimensionals (o "tracking") que recorren la superfície d'una placa de policarbonat que va formar part d'un trigatró. Aquests camins de conducció parcial portaran finalment a la prematura avaria i a la falla operacional del dispositiu.

Es presenten arborescències elèctriques o figures de Lichtenberg en l'equipament d'alta tensió poc abans de la seva falla. L'estudi de les arborescències oposades en el material aïllant durant la investigació posterior a la falla, pot ser molt útil per trobar la causa de l'avaria. Un experimentat enginyer especialitzat en altes tensions, a partir de l'adreça i el tipus d'arborescència i de ramificació, pot veure on va estar situat l'origen de la falla i possiblement trobar la causa. Els transformadors avariats, cables d'alta tensió, aïlladors i altres dispositius poden profitosament ser estudiats d'aquesta manera. En el cas de les aïllaments amb paper sec o paper en bany d'oli, en desenrotllar-ho es podran reconstruir i estudiar les arborescències. Si es tracta d'aïllants sòlids, es pot tallar en rodanxes. Després caldrà esquematitzar el recorregut de les descàrregues i documentar-ho en fotografies per formar un útil arxiu sobre el procés d'aquesta avaria.

## Tipus d'arborescència
Les arborescències poden categoritzar-se eficaçment en relació amb els diferents patrons de ramificació. Aquests són: 1. dendrític, 2. tipus branca, 3. tipus arbust, 4. espiga, 5. corbata de llaç i 6. arbre ventilat. Els dos tipus d'arborització més comuns són els últims esmentats.
Arbres en corbata de llaçLes arborescències en corbata de llaç són les que comencen a créixer des de l'interior del material dielèctric i avancen simètricament cap a fora, des dels elèctrodes. Com comencen des de dins del dielèctric, no reben el lliure subministrament d'aire que permetria un continu suport de les descàrregues parcials. Per això, aquestes arborescències mostren creixements discontinus que són el motiu que generalment no creixin prou com per travessar per complet l'v entre elèctrodes, així que no solen produir a curt termini la falla total de l'aïllament.
Arbres ventilatsEls arbres ventilats són arborescències que s'inicien a l'àrea de contacte d'un aïllament amb el seu elèctrode, i creixen en adreça cap a l'altre elèctrode. L'accés a l'aire lliure és un factor important per al creixement amb un patró en arbre ventilat. Aquestes arborescències tenen la capacitat de créixer contínuament fins a aconseguir l'altre elèctrode, formar un pont conductiu, i així causar la falla total de l'aïllament.